# Devin Uskoski
Devin Michael Uskoski (* 11. Oktober 1985) ist ein ehemaliger US-amerikanischer Basketballspieler. Nach dem Studium in seinem Heimatland ging Uskoski als Profi nach Deutschland, wo er erst in der Regionalliga spielte, einige Jahre später aber den Sprung in die Basketball-Bundesliga schaffte und dort für den Mitteldeutschen Basketball Club spielte.

## Karriere
Uskoski wuchs in Brush Prairie im nordwestlichen US-Bundesstaat Washington an der Grenze zu Oregon auf und studierte ab 2005 am privaten, protestantischen Rocky Mountain College in Billings. Mit der Basketballmannschaft „Battlin’ Bears“ gewann er 2009 in der gegenüber der NCAA unbedeutenderen College-Liga NAIA die landesweite Meisterschaft und wurde zum besten Spieler („MVP“) des Finalturniers ernannt. Anschließend begann Uskoski eine Karriere als Berufsbasketballspieler.
Zur Spielzeit 2009/10 wurde Uskoski vom viertklassigen deutschen Regionalligisten BG Leitershofen/Stadtbergen bei Augsburg verpflichtet. Mit dem Verein stieg er in die nächsthöhere Klasse 2. Bundesliga ProB auf und konnte auf Anhieb den zweiten Platz in der Hauptrunde in der Gruppe Süd erreichen. Uskoski war der beste Rebounder der gesamten Liga mit knapp 11 Rebounds pro Spiel und erreichte in 13 von 22 Spielen ein sogenanntes Double-Double, weshalb er zunächst im Januar 2011 auch als Spieler des Monats der ProB ausgezeichnet wurde. In den Play-offs mit den Mannschaften aus der Gruppe Nord zog man ins Endspiel ein, wo man sich erneut nur dem Hauptrundenersten erdgas Ehingen/Urspringschule geschlagen geben musste. Mit dem Finaleinzug hatten die Leitershofener den Aufstieg und Durchmarsch in die ProA erreicht, und Uskoski wurde zum Spieler des Jahres ernannt, was dem MVP entspricht. In den Sommermonaten kehrte Uskoski jeweils in seine Heimat zurück und spielte wie 2010 auch 2011 für die Volcanoes aus der Stadt Vancouver im US-Bundesstaat Washington in der unterklassigen International Basketball League. 2011 gewannen die Volcanoes die Meisterschaft dieser Liga, und Uskoski erzielte mit 25 Punkten und 14 Rebounds erneut MVP-würdige Statistiken im Endspiel, wobei diese Auszeichnung diesmal an einen Mannschaftskameraden ging.
Zur ProA 2011/12 wechselte Uskoski aus dem bayerisch-schwäbischen Leitershofen ins württembergisch-schwäbische Kirchheim unter Teck zu den in der Liga etablierteren Knights. Mit den Knights erreichte er den zweiten Platz nach der Hauptrunde in der eingleisigen Spielklasse und gehörte in der höheren Spielklasse erneut zu den besten Reboundern und den Spielern mit den höchsten Effektivitätswerten der Liga. Daraufhin wurde er zum Spieler des Monats März 2012 in der ProA ernannt. In den Play-offs konnte man diese Platzierung verteidigen und erreichte den Finaleinzug gegen den Hauptrundenersten und vormaligen BBL-Absteiger Mitteldeutscher BC aus Weißenfels. Hier unterlag man knapp in der Addition der beiden Finalspiele mit zwei Korbpunkten. Während die Liga Arizona Reid vom Meister MBC als Spieler des Jahres ehrte, sah das Fachportal Eurobasket.com Uskoski erneut als Spieler des Jahres. Durch den Finaleinzug hatten sich die Kirchheimer als ProA-Vizemeister das sportliche Aufstiegsrecht in die BBL erspielt, doch wirtschaftliche Gründe verhinderten eine notwendige Lizenzerteilung für die höchste Spielklasse.
Für die Spielzeit 2012/13 wurde Uskoski vom ProA-Finalgegner und Erstliga-Rückkehrer Mitteldeutscher BC unter Vertrag genommen, und Uskoski spielt zum vierten Mal in Folge jeweils in Deutschland eine Spielklasse höher. Nach Ablauf der Saison konnten sich Uskoski und die Verantwortlichen des MBC jedoch nicht auf einen neuen Vertrag einigen und Uskoski verließ den Club nach einem Jahr wieder.
In der Saison 2013/14 spielte Uskoski beim japanischen Verein Toyota Alvark und beendete anschließend seine Karriere. Er kehrte in sein Heimatland zurück und wurde im US-Bundesstaat Washington als Vermögensberater tätig.

## Auszeichnungen
- NAIA All-Tournament MVP 2009
- Spieler des Monats der ProB Januar 2011
- Spieler des Jahres der ProB 2011
- Spieler des Monats der ProA März 2012
- Spieler des Jahres der 2. Bundesliga Pro A (benannt von Eurobasket.com) 2011-12